# Резня в Доме совета
Резня в Доме совета (англ. Council House Massacre) — конфликт между военными и официальными лицами Республики Техас и делегацией пенатека-команчей во время мирной конференции в Сан-Антонио 19 марта 1840 года. Встреча проходила в условиях соблюдаемого перемирия с целью переговоров об обмене пленными и, в конечном итоге, содействия миру после нескольких лет войны. Команчи стремились заключить мирное соглашение, поскольку понесли значительные потери из-за войн и эпидемий, в то время как техасцы хотели освобождения граждан Техаса и Мексики, удерживаемых индейцами в плену.
Во время обсуждения договора техасцы объявили вождям команчей, что они арестованы и будут оставаться в заложниках до тех пор, пока не выдадут всех белых пленников. Вожди индейцев попытались прорваться и позвать на помощь своих соплеменников, находившихся снаружи здания. Переговоры закончились тем, что 12 вождей команчей были убиты в Доме совета, 23 других застрелены на улицах города, а 30 взяты в плен. Узнав о вероломном поступке техасцев, индейцы казнили 13 пленников. События в Доме совета возмутили всех команчей, поскольку убийство мирной делегации они считали неприемлемым. Резня в доме совета способствовала усилению набегов команчей на приграничные поселения и привела к многолетней дальнейшей вражде между ними и техасцами.

## Предыстория
В начале 1820-х годов американцы стали мигрировать в Мексиканский Техас и к 1836 году там проживало около 35 000 жителей англосаксонского происхождения. Диктатура президента Мексики Антонио Санта-Анны привела к тому, что в северных провинциях страны произошли восстания. 2 марта 1836 года в Вашингтоне-на-Бразосе на собрании представителей англоязычных поселенцев была подписана декларация о независимости от Мексики, а 21 апреля того же года техасцы разбили мексиканскую армию и захватили в плен Санта-Анну. Техас стал независимым государством.
Большинство поселенцев англосаксонского происхождения относились с ненавистью к коренным народам республики, но первый президент Техаса Сэм Хьюстон сочувствовал им и старался обойтись без кровопролития. Он стремился поддерживать мир со всеми племенами, но даже его усилий по поиску решения проблем с индейцами оказалось недостаточно. Решимость многочисленных американских мигрантов захватить индейские территории, а также их отвращение и страх, что они испытывали в отношении туземцев, были слишком сильны.

## Президентство Ламара
Сменивший Сэма Хьюстона на посту президента в конце 1838 года Мирабо Ламар предпочитал не договариваться с индейцами, а воевать с ними. Он с самого начала своего вступления в должность считал, что всех индейцев, независимо от того, враждебно они настроены по отношению к техасцам или нет, следует изгнать из республики. Но казна Техаса была пуста и президенту нужны были деньги и союзники среди влиятельных сограждан. К моменту своей инаугурации Ламар обсудил ситуацию с генералом Томасом Джефферсоном Раском. Генерал потребовал, чтобы в качестве одного из своих первых действий на посту президента Ламар попросил Конгресс организовать регулярную армию. Раск также призвал Ламара ещё раз потребовать, чтобы правительство США выдворило индейцев, которые постоянно проживали на территории Соединённых Штатов, с техасских земель. В лице генерала президент Техаса нашёл надёжного союзника, у которого было много друзей в Конгрессе, к тому же он столь же сильно ненавидевшего индейцев.
Постоянные призывы к войне с индейцами со стороны властей Техаса раздражали многих офицеров армии США, и большинство из тех, кто находился в Луизиане и на Индейской территории, не верили Ламару. Поняв, что ждать помощи со стороны Соединённых Штатов не приходится, президент Техаса занялся созданием собственной армии. Одним из первых его действий на посту президента было проталкивание ещё одного законопроекта об ополчении. Выступая в Конгрессе в декабре 1838 года, он заявил, что у индейцев нет законных прав на земли в Техасе, и, следовательно, нет смысла с ними о чём-либо договариваться, и призвал вести с ними войну до полного их истребления. Ламар умолчал, что спекулянты землёй и агрессивные поселенцы вытесняли коренные народы с территории, на которой они жили задолго до появления англоамериканцев. И многие племена, такие как коасати, алабама и кикапу, покидали родные земли, даже не сопротивляясь.
В рамках жёсткой карательной политики Ламара в начале 1839 года была организована экспедиция против команчей, которую возглавил полковник Джон Мур. После двухнедельного марша вверх вдоль реки Колорадо его разведчики обнаружили лагерь команчей близ Спринг-Крик. Ночью техасцы подкрались к селению индейцев и окружили его. Ранним утром 15 февраля они ворвались в лагерь, застав команчей врасплох. Когда индейцы контратаковали, люди Мура были вынуждены отступить. Команчам удалось угнать у техасцев 46 лошадей и многие рейнджеры возвращались назад пешими. Нападение полковника привело в ярость команчей, и они провели несколько рейдов на пограничные поселения. После нескольких стычек с рейнджерами индейцы решили провести переговоры с техасцами и послали трёх своих соплеменников в Сан-Антонио. Команчи передали горожанам маленького белого мальчика, которого в конечном итоге опознали как Джона Хорна. 10 января 1840 года полковник Генри Карнс принял послов и выслушал их предложение. Они заявили, что их народ не хочет войны с белыми людьми. Команчи сказали Карнсу, что главные вожди готовы прибыть в Сан-Антонио для заключения мира. Полковник согласился на переговоры, но при условии, что индейцы приведут с собой всех своих белых пленников.

## Убийство мирной делегации команчей
Не имея опыта в переговорах с индейцами, Генри Карнс отправил послание президенту с просьбой прислать комиссаров. Он также предложил Ламару взять индейских вождей в заложники, если они явятся без белых пленников. Военный министр Альберт Сидни Джонстон приказал подполковнику Уильяму Фишеру собрать три роты из полка Эдварда Берлесона и отправить их в Сан-Антонио. После этого он назначил генерала Хью Маклауда и полковника Уильяма Гордона Кука комиссарами. Оба техасца были приверженцами политики Ламара и ненавидели индейцев. К тому же, министр прислушался к совету Карнса и отдал распоряжение Фишеру схватить команчей, если пленники не будут возвращены.
19 марта 1840 года большая делегация команчей подошла к Сан-Антонио. Стремление индейцев к миру было очевидно, поскольку из 65 человек, 35 составляли женщины и дети, а из 30 мужчин — 12 являлись вождями. Воинов возглавлял один из ведущих вождей пенатека Мук-ва-ру. Команчи оставили лошадей у одноэтажного каменного здания суда, которое впоследствии будет известно как Дом совета. Лидеры индейцев последовали за техасцами в здание, а 18 молодых воинов разбрелись по городу. Команчи привезли с собой лишь одного пленного — шестнадцатилетнюю Матильду Локхарт, чьё покрытое шрамами тело свидетельствовало о жестоком обращении с ней. Матильда сообщила, что в стойбище находилось ещё несколько пленников, которых команчи намеревались приводить по одному и отпускать только за выкуп. Эти новости были немедленно доведены до сведения комиссионеров.
Члены комиссии потребовали объяснить, почему индейцы не привезли остальных пленных. Мук-ва-ру ответил, что многие из них находятся в иных общинах, и он не может приказывать другим вождям. Кук и Фишер подготовили солдат к захвату команчей и они вошли в зал суда. Маклауд приказал переводчику сообщить индейцам, что они захвачены и будут удерживаться в качестве заложников, пока не выдадут остальных пленников. Поспешно переведя сообщение, переводчик двинулся к выходу из здания, понимая, что влиятельные вожди не сдадутся без сопротивления. Разъярённые предательством техасцев и не желавшие капитулировать без боя, вожди вскочили на ноги и бросились на солдат, пытаясь прорваться к выходу. Мук-ва-ру ударил ножом капитана Хауарда и почти сразу же был убит. Осыпая зал стрелами и сражаясь врукопашную, команчи рвались к двери. Солдаты дали залп в упор, убив большинство индейцев и двух незадачливых техасцев. Продолжая стрелять, они попадали как в индейцев, так и в белых. Среди гулких выстрелов и клубящего дыма нескольким команчам удалось пробиться к выходу и выскочить на улицу.
В Сан-Антонио царил хаос. Две техасские роты расстреляли многих молодых команчей, которые пытались прийти на помощь своим вождям. Несколько воинов забаррикадировались в каменном складе, но вскоре были убиты. Небольшой части команчей удалось пересечь реку, протекавшую через город, но техасцы настигли их и убили. Когда резня закончилась, 35 команчей лежали мертвыми, в том числе 5 женщин и детей. Остальные 30 индейских женщин и детей были заключены в тюрьму. Со стороны техасцев погибло семеро, большинство из них в результате дружественного огня, ещё 10 человек были ранены.

## Последствия
В последующие недели газеты Техаса оправдали убийство мирной делегации команчей. Они писали про жестокое обращение с пленниками, но не сообщили о том, что резня в Доме совета была не опрометчивой реакцией военных республики, ответившим на плохое обращение с
англотехасскими женщинами, а крупным дипломатическим и военным событием. Карнс, Фишер и другие офицеры не смогли предвидеть, что команчи скорее умрут, чем сдадутся и будут посмешищем среди соплеменников. Хотя техасцы надеялись, что встреча в Сан-Антонио приведёт к
прекращению набегов команчей, она только расширила конфликт. Критики Ламара и его подчинённых отметили, что резня индейцев вызвала осуждение в прессе в Соединённых Штатах и в Европе в связи с тем, что люди, пришедшие в Сан-Антонио со своими семьями, были хладнокровно перебиты. В самом Техасе, однако, думали иначе и положительно восприняли убийство команчей. Одну из жён вождей посадили на лошадь и отправили к своему племени, чтобы она сообщила, что если в ближайшее время белые пленники не будут освобождены, то удерживаемых в Сан-Антонио индейцев казнят.
Вдова вождя так и не вернулась в город. Индейские пленники позднее либо были обменены, либо сбежали к команчам. 28 марта 1840 года к Сан-Антонио приблизилась группа индейцев. Оставив основную часть соплеменников за пределами города, вождь Воющий Волк и ещё один воин въехали в Сан-Антонио и выкрикивали оскорбления. Раскрашенный для битвы он призывал техасцев сразиться с ним. Горожане посоветовали ему отправиться к миссии Сан-Хосе, где находились солдаты. Полковник Фишер был болен, а его заместитель, капитан Редд, отказался сражаться с Воющим Волком. Продолжая оскорблять техасцев, вождь команчей покинул город. Уэллс, один из офицеров гарнизона, не одобрил поведение Редда и назвал его трусом. В результате этого капитан вызвал Уэллса на дуэль, в которой оба офицера погибли.
В начале апреля вождь команчей Пиава договорился об обмене трёх белых пленников на несколько заложников. Все они были приняты в семьи команчей, которых удалось убедить вернуть их. Принятие в племя этих пленных спасло им жизнь. Один из них, подросток Букер Уэбстер сообщил, что как только пенатека узнали о вероломном убийстве своих соплеменников, в лагере начался траур и призывы к мести. Женщины плакали и стонали, падая на колени. Они резали себя и остригли волосы. Мужчины убивали лошадей погибших вождей — так они выражали своё потрясение и горе. Члены семей, в которых погибли люди, требовали отмщения. 13 белых пленников были переданы женщинам, у которых погибли мужья, братья и дети в Сан-Антонио. Разгневанные индианки сожгли на костре пленных техасцев. В результате этого число погибших белых достигло 22 человек.
В последующие годы существования Республики Техас отношения между индейцами и белыми поселенцами неуклонно ухудшались. Резня в Доме совета имела последствия в течение следующих 35 лет. Слухи о резне и предательстве техасцев быстро распространились среди команчей. Не только пенатека, но и другие племена желали отомстить техасцам. Убийство мирной делегации представляло для команчей немыслимую степень коварства и вероломства. Резня привела к многолетней войне между Техасом и команчами, которая завершилась лишь в 1875 году.

### Статьи
- Tate, Michael L. MILITARY RELATIONS BETWEEN THE REPUBLIC OF TEXAS AND THE COMANCHE INDIANS (англ.) // Journal of the West. — Goleta, California: ABC-CLIO, 1974. — Vol. 13, iss. 1. — P. 67—77. — ISSN 0022-5169.